# Javier Portillo
Javier Portillo (Aranjuez, 1982. március 30. –)  spanyol labdarúgó.  Posztját tekintve csatár. Korábban megfordult a Real Madrid CF (ennek utánpótláscsapataiban gólkirály), az ACF Fiorentina és a Club Brugge KV csapataiban, valamint több más spanyol klubban is.

## Karrierje
Portillo a Real Madrid CF ifjúsági csapatához 1994-ben csatlakozott. A különböző korosztályos együttesekben összesen nem kevesebb, mint 150 gólt szerzett, jócskán megdöntve ezzel az előző csúcstartó Raúl rekordját. Profi szerződését 2002-ben írta alá, amelyben 35 millió eurós kivásárlási ár szerepelt. [forrás?] Első mérkőzése egy Deportivo Alavés elleni 5–2-es győzelem volt október 6-án. Első szezonját végül 5 góllal zárta.
Második idénye már sikeresebb volt, a bajnokságban 11 gólt szerzett, igazán sikeres azonban a kupában volt. Itt a döntőig vezető úton hat meccsen nyolcszor is betalált. Első nemzetközi gólját is megszerezte, a BL-ben a Borussia Dortmund ellen szerzett gólt.
2004 nyarán Portillót előbb az olasz ACF Fiorentina csapatának, majd miután az új edző, Vanderlei Luxemburgo sem számított rá, a belga Brugge-nek adták kölcsön.
2006-ban, miután a királyi gárda Ruud van Nistelrooyt is leigazolta, immár nem kölcsön, hanem végleg eladták. Következő állomáshelye a frissen feljutott Gimnàstic de Tarragona lett. Bár sikeres szezont zárt, 11 gólt szerzett, a katalán kiscsapat végül búcsúzni kényszerült.
Mindössze egy év után az Osasuna játékosa lett, a Real Madridhoz kölcsönből visszatérő Roberto Soldado pótlásaként. Itt két szezon alatt mindössze három gólt szerzett, pedig 40 találkozón is pályára lépett.
2009 decemberében, miután már csak negyedik számú csatár volt az Osasunánál, a másodosztály listavezetőjéhez, a Hércules CF-hez szerződött.

## Válogatott karrierje
Eddig csak utánpótlás-válogatottban szerepelt. 2003-ban, nem sokkal a Real első csapatába való felkerülés után játszhatott a spanyol U21-es csapatban. Itt 10 mérkőzésen játszott, ezeken 5 gólt szerzett.

## Pályafutása statisztikái
| Teljesítmény klubjában | Teljesítmény klubjában | Teljesítmény klubjában | Bajnokság | Bajnokság | Kupa              | Kupa              | Ligakupa        | Ligakupa        | Nemzetközi | Nemzetközi | Összesen | Összesen |
| Szezon                 | Klub                   | Bajnokság              | Mérk.     | Gól       | Mérk.             | Gól               | Mérk.           | Gól             | Mérk.      | Gól        | Mérk.    | Gól      |
| Spanyolország          | Spanyolország          | Spanyolország          | Bajnokság | Bajnokság | Copa del Rey      | Copa del Rey      | Copa de la Liga | Copa de la Liga | Európa     | Európa     | Összesen | Összesen |
| ---------------------- | ---------------------- | ---------------------- | --------- | --------- | ----------------- | ----------------- | --------------- | --------------- | ---------- | ---------- | -------- | -------- |
| 2001-02                | Real Madrid CF         | La Liga                | -         | -         | -                 | -                 | -               | -               | 1          | 1          | 1        | 1        |
| 2002-03                | Real Madrid CF         | La Liga                | 10        | 5         | 6                 | 8                 | -               | -               | 7          | 1          | 23       | 14       |
| 2003-04                | Real Madrid CF         | La Liga                | 18        | 1         | 7                 | 1                 | -               | -               | 4          | 0          | 29       | 2        |
| Olaszország            | Olaszország            | Olaszország            | Bajnokság | Bajnokság | Coppa Italia      | Coppa Italia      | Ligakupa        | Ligakupa        | Európa     | Európa     | Összesen | Összesen |
| 2004-05                | ACF Fiorentina         | Serie A                | 11        | 1         | 7                 | 3                 | -               | -               | -          | -          | 18       | 4        |
| Spanyolország          | Spanyolország          | Spanyolország          | Bajnokság | Bajnokság | Copa del Rey      | Copa del Rey      | Copa de la Liga | Copa de la Liga | Európa     | Európa     | Összesen | Összesen |
| 2004-05                | Real Madrid CF         | La Liga                | 3         | 0         | 1                 | 0                 | -               | -               | -          | -          | 4        | 0        |
| Belgium                | Belgium                | Belgium                | Bajnokság | Bajnokság | Coupe de Belgique | Coupe de Belgique | Ligakupa        | Ligakupa        | Európa     | Európa     | Összesen | Összesen |
| 2005-06                | Club Brugge KV         | Jupiler League         | 24        | 8         | -                 | -                 |                 |                 | 8          | 3          |          |          |
| Spanyolország          | Spanyolország          | Spanyolország          | Bajnokság | Bajnokság | Copa del Rey      | Copa del Rey      | Copa de la Liga | Copa de la Liga | Európa     | Európa     | Összesen | Összesen |
| 2006-07                | Gimnàstic de Tarragona | La Liga                | 34        | 11        | 2                 | 1                 | -               | -               | -          | -          | 36       | 12       |
| 2007-08                | CA Osasuna             | La Liga                | 18        | 2         | 2                 | 0                 | -               | -               | -          | -          | 20       | 0        |
| 2008-09                | CA Osasuna             | La Liga                | 20        | 1         |                   |                   |                 |                 |            |            |          |          |
| Összesen               | Spanyolország          | Spanyolország          | 84        | 20        | 18                | 10                | -               | -               | 12         | 2          | 114      | 32       |
| Összesen               | Olaszország            | Olaszország            | 11        | 1         | 7                 | 3                 | -               | -               | -          | -          | 18       | 4        |
| Összesen               | Belgium                | Belgium                | 24        | 8         | -                 | -                 |                 |                 | 8          | 3          |          |          |
| Karrierje összesen     | Karrierje összesen     | Karrierje összesen     | 119       | 29        | 25                | 13                |                 |                 | 20         | 5          |          |          |

## Sikerei, díjai
- Spanyol bajnok: 2002-03
- Spanyol szuperkupa-győztes: 2003
- Bajnokok Ligája-győztes: 2001-02
- UEFA-szuperkupa-győztes: 2002
- Interkontinentális kupa-győztes: 2002

## Külső hivatkozások
- Statisztika az LFP.es weboldalon (spanyolul)
- FootballDatabase profil és statisztikák
- Fansite, fórum (spanyolul)
- ESPN statisztika Archiválva 2010. január 12-i dátummal a Wayback Machine-ben